# Yohannes Bahcecioglu
Yohannes Bahcecioglu (* 26. Februar 1988 in Köln) ist ein deutsch-türkischer Fußballspieler.

## Karriere
Bahcecioglu spielte in der Jugend in Leverkusen, Köln und Bonn, bevor er mit 18 Jahren zum 1. FC Köln kam. Dort spielte er ein Jahr A-Jugend, bevor er ins defensive Mittelfeld der Oberliga-Mannschaft wechselte. In der Saison 2007/08 kam er dort noch vorwiegend als Einwechselspieler zu 20 Einsätzen. Die Mannschaft qualifizierte sich für die neue Regionalliga West und nach anfänglichen verletzungsbedingten Startschwierigkeiten etablierte sich der Deutschtürke im letzten Drittel der neuen Saison als Stammspieler. In seinem dritten Jahr in der U-23 der Domstädter stand er in 31 Partien in der Startaufstellung, der Sprung in die erste Mannschaft gelang ihm jedoch nicht.
Deshalb wechselte er zur Saison 2010/11 zum Zweitligisten Rot-Weiß Oberhausen. Anfangs schaffte er dort noch nicht den Sprung ins Team, auch weil er gesundheitliche Probleme hatte. Als er am 21. Spieltag zu seinem ersten Einsatz kam, steckte Oberhausen bereits mitten im Abstiegskampf. In seinem zweiten Spiel trug er mit seinem ersten Profitor zum 2:0-Sieg über den SC Paderborn 07 bei. Nach zwei weiteren Einsätzen wurde er allerdings vom Pech verfolgt. Dreimal hintereinander erlitt er einen Muskelfaserriss und fehlte der Mannschaft. Erst für die letzten beiden Saisonspiele kehrte er zurück und konnte dabei mit RWO den Abstieg in die 3. Liga nicht mehr abwenden. Auch in der 3. Liga 2011/12 kam er nur zu fünf Einsätzen und stieg mit RWO in die Regionalliga West ab. Sein Vertrag wurde nicht verlängert und er war ein halbes Jahr vereinslos. Im Januar 2013 schloss sich Bahcecioglu dem Mittelrheinligisten Hilal Maroc Bergheim an, mit dem er 2013/14 aus der Oberliga abstieg. 
Nach einer weiteren Spielzeit bei Hilal Maroc Bergheim, verließ er im Sommer 2014 den Verein. Danach pausierte Bahcecioglu bis Februar 2016. Er unterschrieb einen Vertrag bis Saisonende beim SC West Köln in der Kreisliga A.

## Titel / Erfolge
- Qualifikation für die Regionalliga West 2008 mit dem 1. FC Köln II